# Коробка передач

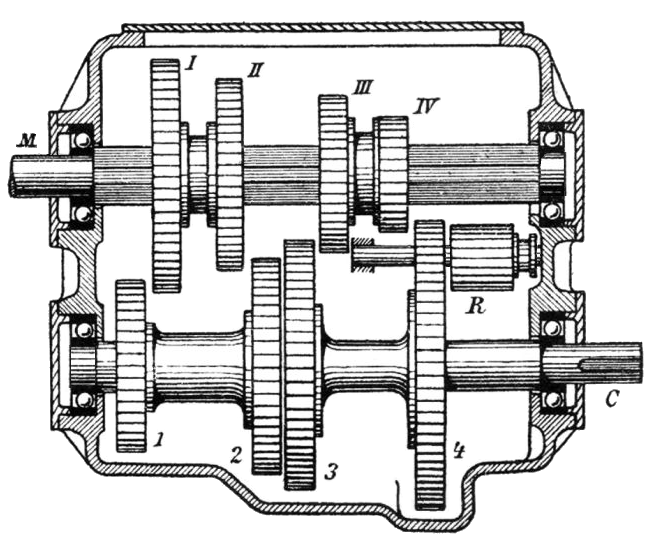
4-ступенчатая коробка передач, канонический вид

Коро́бка переда́ч (также коробка) — механизм, применяемый в основном в автомобилях, для изменения передаточного отношения. Элемент трансмиссии колёсных и гусеничных транспортных средств, предназначенный для расширения диапазона частоты вращения и крутящего момента применяемого двигателя, возможности реверсивного движения, длительного отсоединения работающего двигателя от трансмиссии. По конструкции обычно представляет собой отдельный агрегат, в корпусе (картере) которого находятся те или иные механические передачи вращательного движения, осуществляющие разнонаправленную редукцию потока мощности в пределах некоего диапазона по фиксированным передаточным отношениям (передачам) на выбор. В случае двигателя внутреннего сгорания входит в состав трансмиссии практически обязательно, но может быть заменена вариатором. Как правило, не применяется в трансмиссиях транспортных средств с паровыми или электрическими двигателями, имеющими высокую приспособляемость и гиперболическую (у паровых) или параболическую (у электродвигателей постоянного тока) тяговую характеристику.

## Классификация

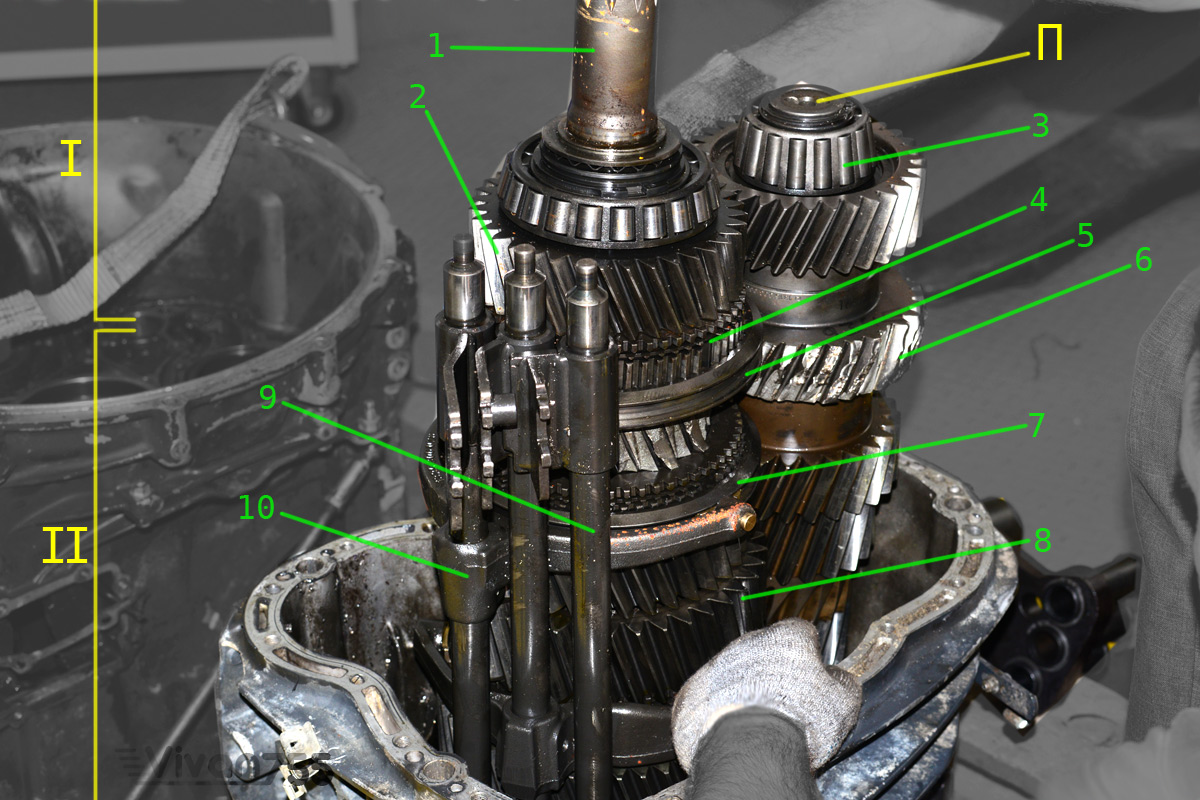
Вскрытая механическая 16-ступенчатая (2 × 4 × 2) КПП ZF 16S181, 2, 4, 5 — делитель (2 × 4 × 2), 7—10 — основная 4-ступенчатая КПП с задним ходом

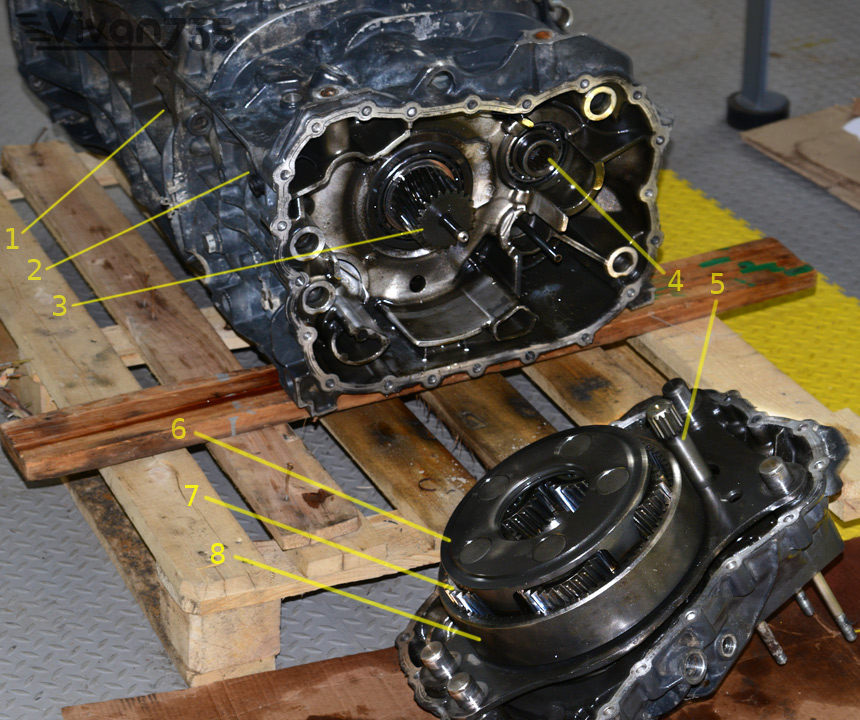
Вскрытый планетарный демультипликатор (переключатель рядов, range, 2 × 4 × 2) коробки передач ZF 16S181

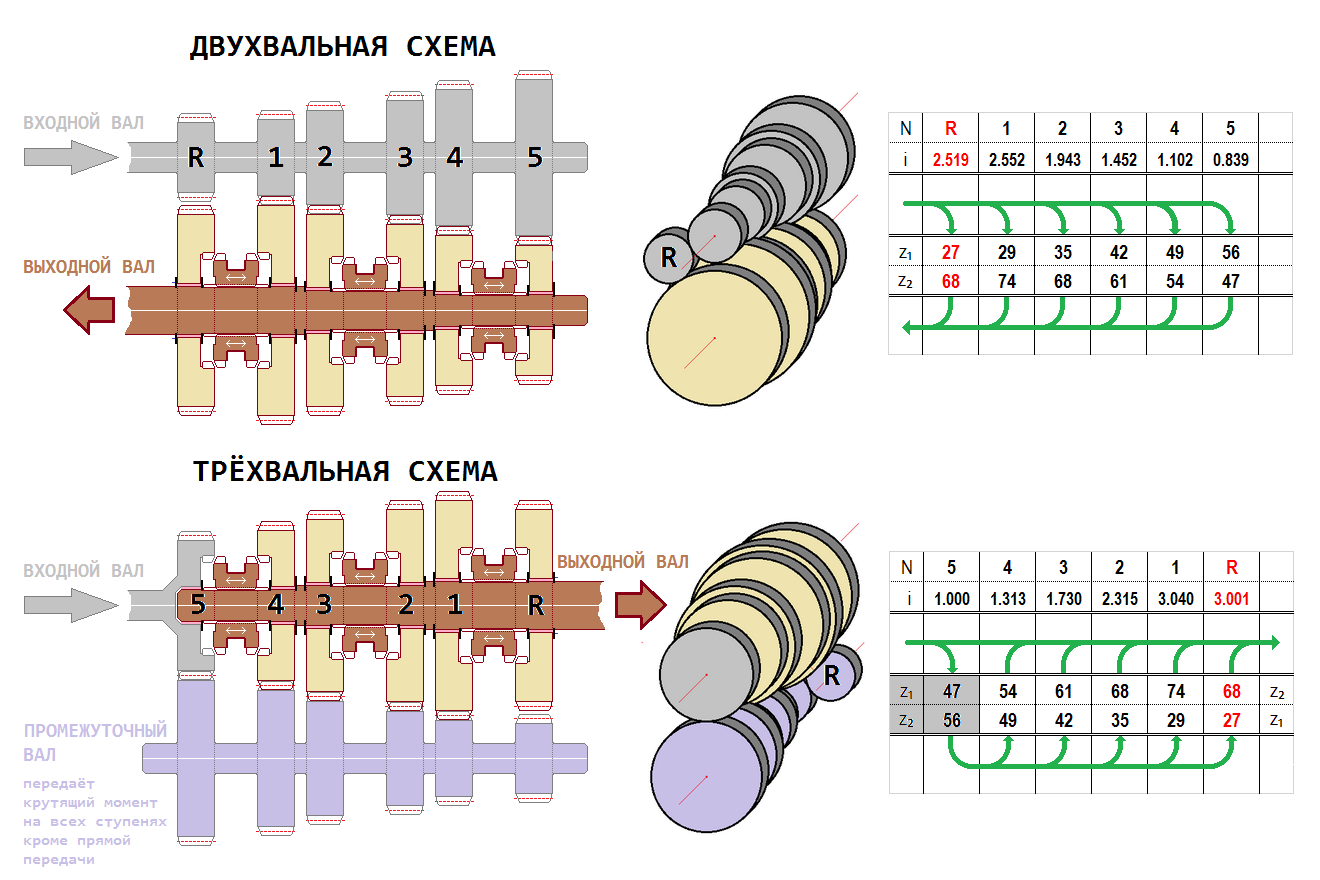
Двухвальная и трёхвальная пятиступенчатая (+5;-1) редукторная часть коробки передач с идентичным набором шестерён в каждой паре зацепления.

### По способу преобразования крутящего момента
Ступенчатая коробка передач
Коробка передач, в которой преобразование крутящего момента осуществляется шестернями — то есть зубчатыми и/или планетарными передачами. Подобная КП всегда имеет некое конечное число ступеней преобразования крутящего момента с фиксированными передаточными отношениями, по которым разбит весь её диапазон преобразования.
Фрикционная коробка передач
Коробка передач, в которой преобразование крутящего момента осуществляется фрикционными элементами — в данном случае, вариаторами. Подобная КП не имеет конечного числа ступеней преобразования крутящего момента и может бесступенчато изменять передаточное отношение во всём своём диапазоне преобразования.
Гидромеханическая коробка передач
Коробка передач, работающая совместно с гидродинамической передачей (гидротрансформатором или гидромуфтой). Может быть как ступенчатой, так и фрикционной бесступенчатой. Подобная комбинация позволяет расширить силовой диапазон КП и улучшить приспособляемость автомобиля под различные условия движения.

### По способу управления
Механическая коробка передач
Коробка передач, привод переключения передач которой состоит только из механических устройств. Обычно в речевом обиходе под механической понимают КП, переключение ступеней в которой целиком и полностью возложено на водителя, управляющего КП посредством ручного или ножного механического привода. Конструктивно в абсолютно подавляющем большинстве случаев основана на зубчатых передачах, так как только они позволяют предельно упростить устройства по переключению ступеней.
Автоматическая коробка передач
Коробка передач, устройство и механика работы которой позволяют ей в процессе движения транспортного средства самостоятельно определять наиболее подходящую ступень и самостоятельно (автоматически) переходить (переключаться) с одного передаточного отношения на другое. Конструктивно может быть основана на зубчатых, планетарных и фрикционных передачах.
Полуавтоматическая коробка передач
Коробка передач, в конструкции которой применена некая вспомогательная автоматика, либо упрощающая для водителя управление автомобилем с такой КП, либо принципиально необходимая для нормального функционирования такой КП, но при этом в любом случае оставляющая за водителем как выбор ступени под текущие условия движения, так и определение момента переключения с одной ступени на другую. Обычно имеет привод переключения не механического типа (пневматический, электрический, гидравлический, электропневматический).

### По конструктивной специфике
Вально-шестерёнчатая коробка передач
Ступенчатая коробка передач, передача крутящего момента внутри которой осуществляется валами, а преобразование крутящего момента — зубчатыми передачами. Включение передач в такой КП возможно как введением двух шестерён в зацепление, так и блокировочными муфтами при шестернях постоянного зацепления. Могут быть двухвальными, трёхвальными, многовальными.
Планетарная коробка передач
Ступенчатая коробка передач, передача и преобразование крутящего момента внутри которой осуществляется планетарными передачами, а валы и зубчатые передачи играют вспомогательную роль. Могут быть с двумя, тремя и четырьмя степенями свободы. Обычно (но не обязательно) планетарные КП одновременно автоматические и гидромеханические.
Редукторный узел планетарных КП состоит из планетарных передач, расположенных обычно соосно одна за другой. Также могут присутствовать валы, по типу первичного, но практически полное отсутствие радиальных нагрузок на звеньях планетарных передач не требует их обязательного наличия. Канонический вид редукторного узла отсутствует: общее число планетарных передач, кинематика их связей между собой, наличие или отсутствие валов, общее число и тип управляющих элементов может различаться от одной конкретной конструкции к другой даже при равном числе ступеней преобразования и равном числе степеней свобод. Ввиду соосности элементов редукторного узла прямая передача (i=1.0) возможна в любом случае.

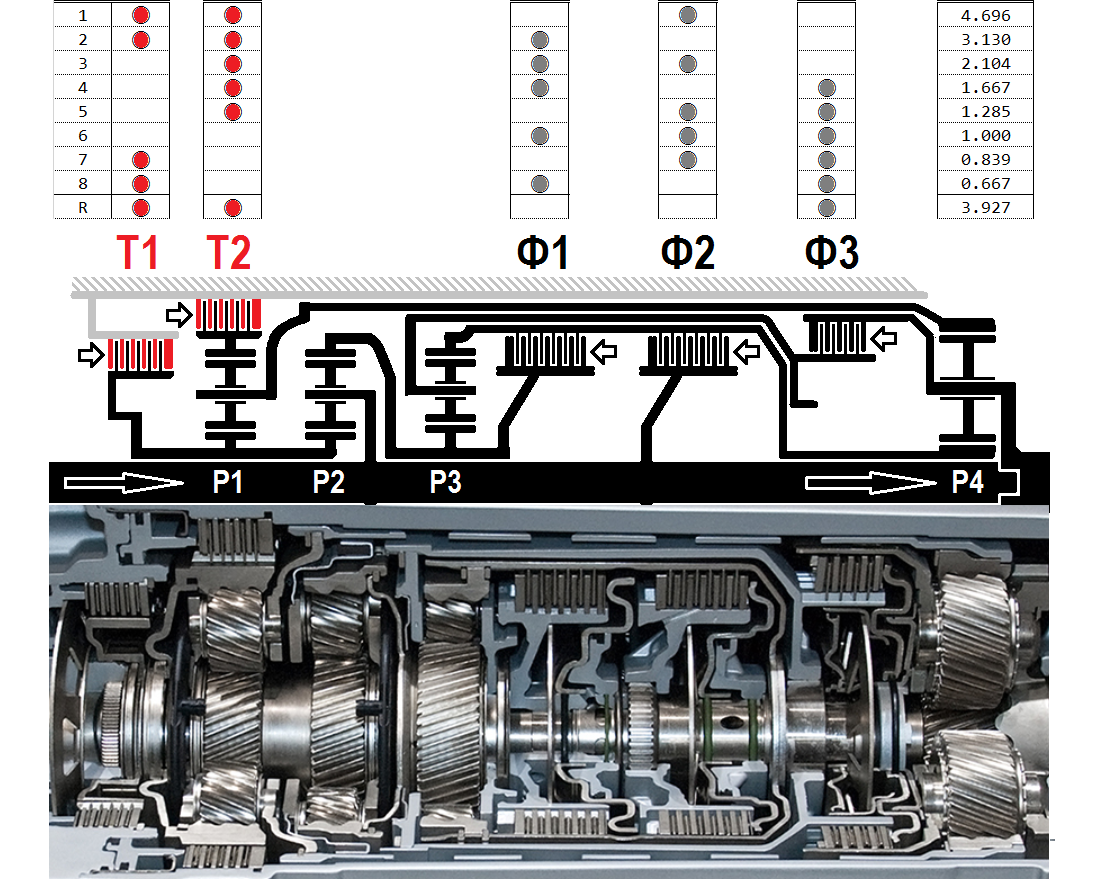
Кинематическая схема 8-ступенчатой планетарной КП, тип ZF8HP.
КП предназначена для автомобилей классической компоновки.
Редукторный узел КП состоит из четырёх однорядных планетарных передач (4 ряда), имеет 4 степени свободы и 5 управляющих элементов — 2 тормоза и 3 фрикциона.
И тормоза и фрикционы выполнены на основе многодисковых фрикционных гидроподжимных муфт.

  Управляющие элементы могут либо блокировать звено планетарной передачи на корпус КП (т.е. останавливать звено), либо блокировать два вращающихся элемента редукторного узла между собой: вал и звено планетарной передачи, два звена одной планетарной передачи между собой, по одному звену двух планетарных передач между собой (т.е. синхронизировать вращение звеньев). Управляющие элементы первого типа обычно называются тормозами (Т), второго — фрикционами (Ф). Конструктивно и те и другие выполнены на основе многодисковых фрикционных муфт, но также в роли тормозов могут применяться и ленточные фрикционные тормоза. Привод управляющих элементов в современных КП обычно гидравлический от встроенного гидронасоса через гидравлический распределительный блок с клапанами и модуляторами давления (так называемую «плиту»). Привод клапанов и модуляторов «плиты» обычно электрический, но возможна и чисто гидромеханическая реализация работы. Также исторически имелись разработки с механическим (планетарная КП Форд Т), пневматическим (британские планетарные КП Уилсона) и электрическим (французские планетарные КП Коталь) приводом управляющих элементов.
Режим трогания с места обычно реализуется посредством гидротрансформатора. Также возможна комбинация планетарной КП и отдельного фрикционного сцепления. И также возможно отсутствие гидротрансформатора или сцепления как таковых (в таких случаях функцию сцепления выполняет какой-то один управляющий элемент самой КП).
Работа КП на планетарных передачах относительно легко автоматизируется даже без применения электроники, и именно поэтому долгое время все массовые автоматические КП были именно планетарными. Имеются планетарные КП с ручным переключением ступеней (современные примеры: танки Т-72 и Чифтен).
Безвальная коробка передач
Ступенчатая коробка передач, передача крутящего момента внутри которой осуществляется муфтами без валов, а преобразование крутящего момента — зубчатыми передачами.
Бесступенчатая коробка передач
То же что и фрикционная коробка передач или вариатор.
Роботизированная коробка передач
Коробка передач конструктивно устроенная как механическая, но фактически являющаяся автоматической.

## Коробки передач с конструктивной спецификой

### Безвальная КП
В данной КП отсутствуют общие валы для набора шестерён, отсюда название схемы «безвальная». Цилиндрические шестерни попарно 
расположены рядами на двух параллельных осях (как если бы валы всё-таки были). Каждая пара шестерён одного ряда находится в постоянном зацеплении друг с другом.  Все соосно расположенные шестерни соединяются друг с другом посредством блокировочных муфт, причём каждые две муфты двух шестерён одного ряда включаются по взаимоисключающему принципу: когда одна муфта включена, другая выключена. Ведущий вал здесь соединяется жёстко со своей шестернёй первого ряда. Ведомый вал аналогично со своей шестернёй последнего ряда. Оба вала могут располагаться соосно или не соосно, это некоторым образом влияет на расчёт передаточных отношений, но принципиального значения не имеет, за исключением того, что в при соосном расположении возможна прямая передача. 
С точки зрения механики работы, в данной схеме для каждой из двух шестерён любого ряда кроме первого и последнего нет жёстко закреплённой роли, типа ведущая-ведомая. При формировании разных передаточных отношений одна и та же шестерня промежуточного ряда может быть ведущей в одном случае и ведомой в другом. Эта особенность позволяет получать большее число доступных передаточных отношений, и в общем случае их количество всегда есть показательная функция вида 2 в степени х-1, где х есть число рядов. Каждое передаточное отношение может формироваться более чем одним рядом, вплоть до одновременного использования всех рядов. Муфты включения передач здесь могут включаться группами, что может требовать применения некоей вспомогательной автоматики и различных устройств центральной синхронизации.
Относительно схемы на валах безвальная схема позволяет не просто увеличить число передач в обе стороны, но увеличить силовой диапазон КП при уменьшении габаритов, что будет тем ощутимее, чем больше число рядов шестерён. Например: 4 ряда шестерён — 8 передач (либо 8 вперёд, либо 4 вперёд и 4 назад); 5 рядов шестерён — 16 передач (+16;0 или +8;-8). Неустранимыми недостатками схемы являются затруднённость (или даже невозможность) получения произвольной разбивки силового диапазона по нужным передаточным отношениям, а также невозможность создания КП в чисто механическом виде без вспомогательной автоматики. 
КП безвальной схемы разработала и продвигала немецкая компания Maybach. Известность получили три модели: Variorex, Olvar и Mekydro. Первые две в разных вариантах применялись на немецких танках и бронетранспортёрах военного периода. КП Mekydro в сборе с гидротрансформатором применялась на немецких магистральных тепловозах с гидромеханической трансмиссией. С безвальными КП экспериментировали в СССР после войны[когда?]

, но до практического применения дело не дошло. Чрезвычайно редкая в использовании схема, в современных[когда?]

 трансмиссиях не применяемая ввиду своих недостатков.

### Несинхронизированная КП

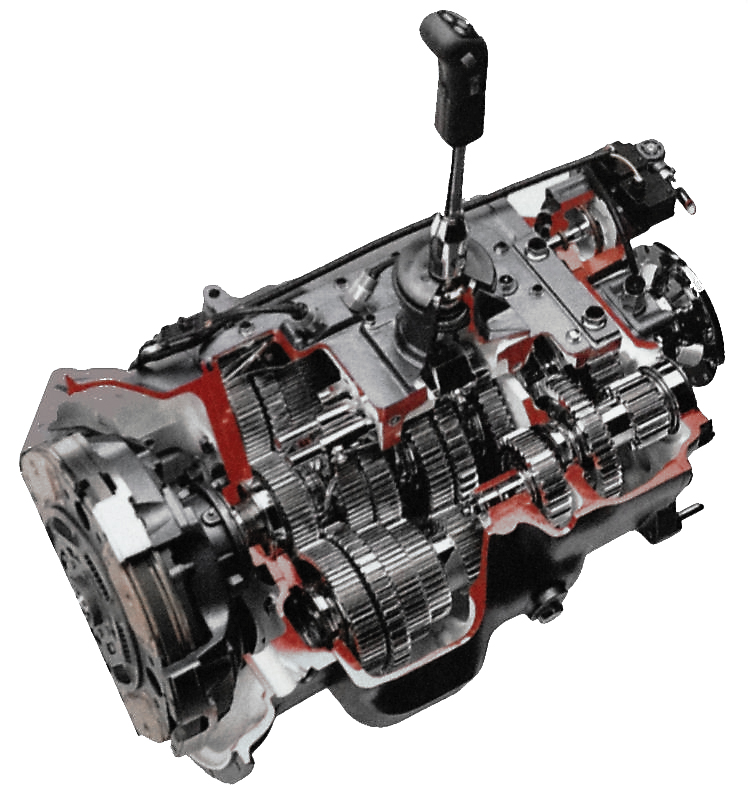
Многоступенчатая несинхронизированная КП американского седельного тягача

Под таковой подразумевается механическая КП, в конструкции которой отсутствуют синхронизаторы (причём, это может быть как схема на скользящих шестернях, в которой синхронизаторы невозможны в принципе, так и схема на шестернях постоянного зацепления). Переключение передач на такой КП требует от водителя определённых навыков по самостоятельной синхронизации угловых скоростей муфт и шестерён посредством определения длительности процесса перехода с одной передачи на другую и параллельной корректировки оборотов педалью газа. И то и другое обычно делается на основе ощущений от скорости движения и оборотов мотора на основе прикладного опыта езды на конкретной машине, при этом дополнительную помощь может оказывать тахометр.
Большинство довоенных механических КП были несинхронизированными. В современной[когда?]

 транспортной технике несинхронизированными КП оснащаются седельные тягачи и самосвалы американского производства, мотоциклы, некоторые трактора и гоночные машины. На некоторых КП синхронизаторы могут отсутствовать не на всех, а только на части передач. К эксплуатации несинхронизированных КП имеют отношение такие термины как «перегазовка» и «двойной выжим сцепления», хотя фактически современные[когда?]

 несинхронизированные КП позволяют переключать передачи без использования сцепления.

### Кулачковая КП

Кулачковая муфта слева и зубчатая муфта справа

Под таковой подразумевается несинхронизированная механическая КП на валах и шестернях постоянного зацепления с включением передач кулачковыми муфтами. Отличие подобных КП от таких же, но с включением передач зубчатыми муфтами, в том, что кулачковые муфты допускают более грубую работу при переключениях и с точки зрения синхронизации угловых скоростей и с точки зрения силового воздействия. При этом все кулачковые КП более шумные, так как при каждом знакопеременном ускорении муфта может чуть проворачиваться относительно блокируемой шестерни. Ввиду того, что подобными КП зачастую оснащаются гоночные машины, где постоянное присутствие шума является некоей нормой, здесь нередко применяются шестерни с прямозубой нарезкой, что даёт ещё больше шума, но увеличивает КПД самой КП.

### Секвентальная КП

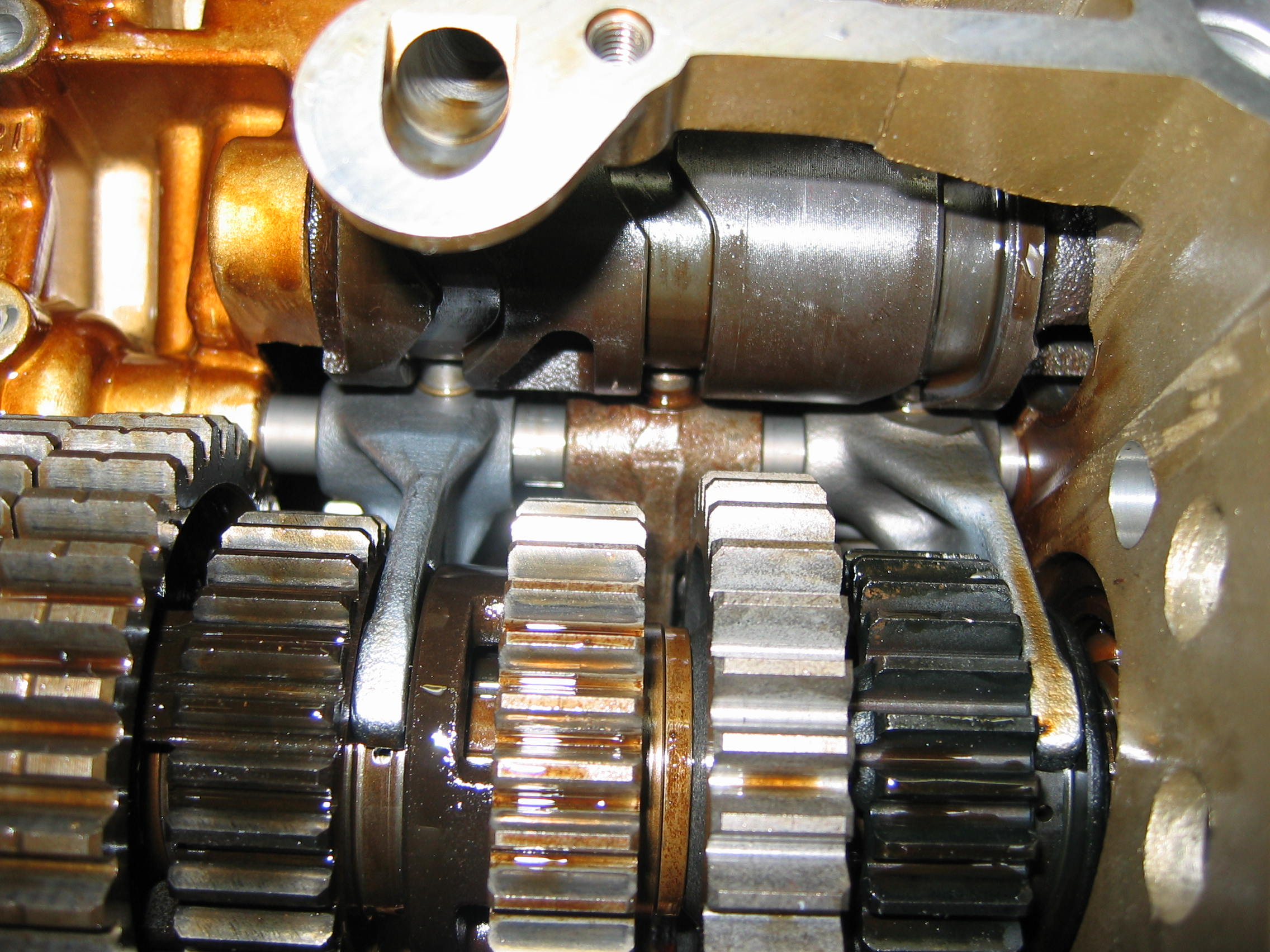
Секвентальная коробка передач

Под секвентальной подразумевается КП, у которой механизм переключения передач не допускает произвольного выбора следующей передачи относительно той, которая включена в данный момент, а ограничивает диапазон доступных передач только одной передачей выше и одной передачей ниже. Переход в нейтраль на такой КП обычно возможен только с двух передач — первой и заднего хода (на мотоциклах возможен с первой и второй). Некоторые секвентальные КП могут оснащаться механизмами для быстрого выхода в нейтраль с любой передачи, но это не есть правило.
В своём каноническом виде секвентальные КП применяются на гоночных машинах и любых мотоциклах. Механизм переключения передач здесь обычно представляет собой барабан с пазами, трансформирующий одноходовое возвратно-поступательное движение тяги рычага переключения передач во вращение. Конструкция механической передачи в секвентальной КП может быть практически любой и к секвентальности механизма переключения передач отношения не имеет, хотя наиболее часто секвентальная КП предполагает схему на шестернях постоянного зацепления с включением передач кулачковыми муфтами. Существуют планетарные секвентальные КП (танк Чифтен). Конструкция узла, ответственного за выбор и переключение передач, здесь также может быть различна: чисто механическая (кулачковые КП мотоциклов), гидравлическая (некоторые танковые планетарные КП), электронно-гидравлическая (КП большинства современных[когда?]

 гоночных машин). Переключение передач здесь возможно как одноходовой ручкой, имеющей лишь два нефиксируемых положения передача вверх и передача вниз, так и ножной педалью с аналогичной механикой работы. Электронноуправляемые полуавтоматические КП гоночных машин типа «Формулы-1» с переключением передач клавишами на руле также, вероятно, можно считать секвентальными. Имитацией секвентальной КП можно считать автоматические КП типа Типтроник-Порше и все аналогичные системы автоматических КП с наличием в них опционального режима последовательного переключения передач по команде водителя.

### Преселективная КП

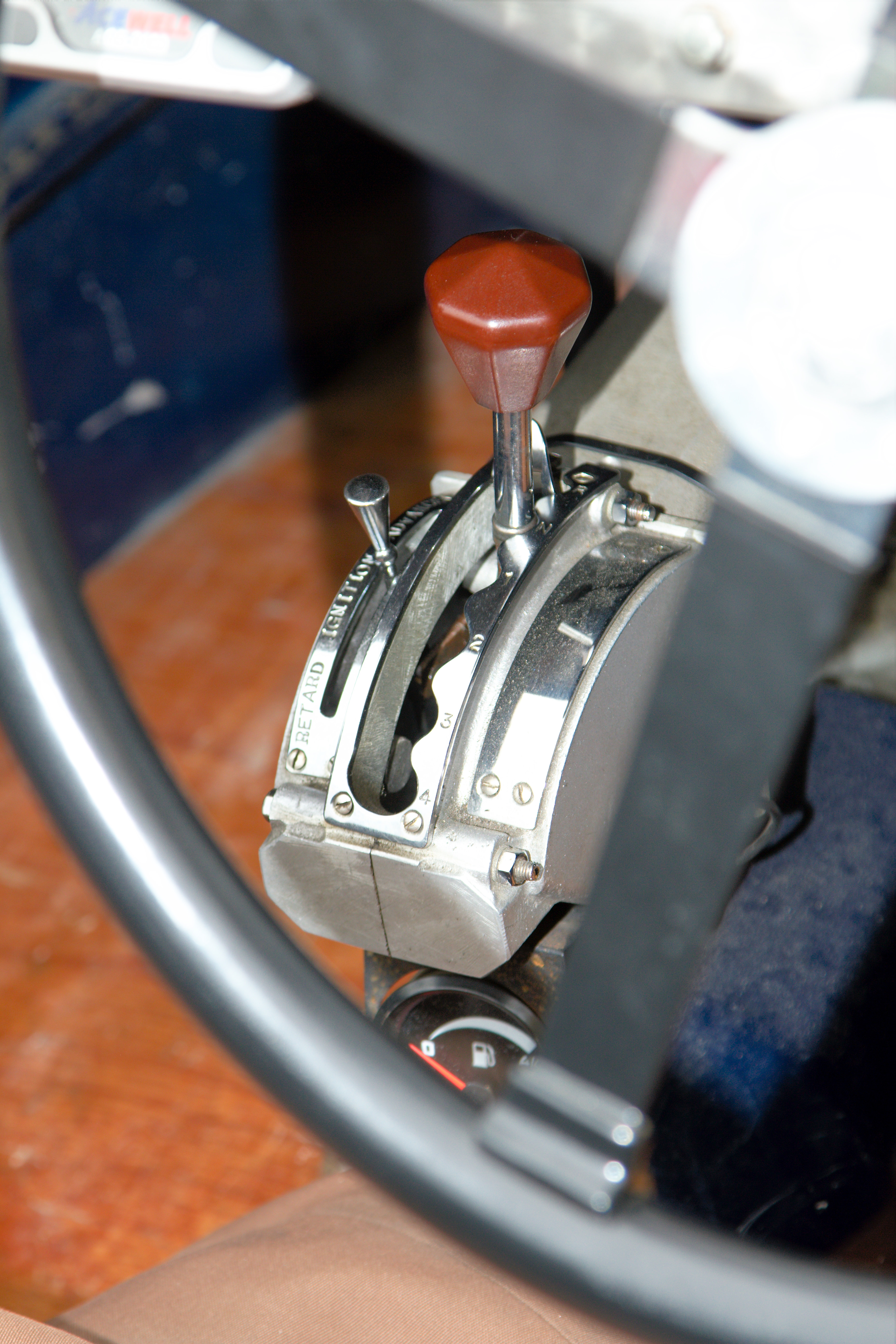
Селектор выбора передач преселективной КП довоенного автомобиля MG Magna

Под таковой подразумевается КП, в которой выбор следующей передачи происходит до момента переключения на неё.
В исторической ретроспективе данный термин обычно используется применительно к разработкам межвоенного периода прошлого века, и подразумевает под собой планетарную или безвальную КП, дополненную разноплановыми механизмами по упрощению процесса переключения передач. В то время, в условиях отсутствия как синхронизированных механических КП, так и автоматических КП, подобное направление развития КП было актуально. Управление преселективной КП осуществлялось посредством селектора предварительного выбора передачи. Селектор выставлялся в нужную передачу, а сам момент включения определялся либо нажатием на педаль сцепления, либо кратковременным толчком селектора в нефиксируемое положение (в случае использования центробежного сцепления на легковых автомобилях). Какая-либо квалификация и специфические навыки от водителя не требовались. Преселективные КП использовались на совершенно разноплановой технике: немецкие безвальные КП Maybach Variorex бронетранспортёров Sd.Kfz. 250 и танков Pz.Kpfw. III; безвальные КП Maybach Olvar танков «Тигр» и «Королевский Тигр»; немецкие планетарные КП гоночных Auto Union и представительских Maybach; британские планетарные КП Уилсона танков Матильда II, автобусов AEC RT-type, легковых Armstrong Siddeley, Daimler, MG, Riley; французские планетарные КП Cotal и Talbot легковых машин Delage, Delahaye, Talbot, Bugatti; американские планетарные КП машин Cord и Tucker.

Схема преселективной КП с двумя сцеплениями начала XXI века

В настоящее время (начало XXI века) преселективными называются любые коробки передач с двумя сцеплениями, так как здесь вспомогательная автоматика всегда предварительно выбирает повышающую или понижающую передачу в зависимости от текущего режима движения, независимо от того, определяется ли момент перехода на новую передачу автоматически или водителем. В своём изначальном виде преселективные планетарные и безвальные КП на современных[когда?]

 автомобилях не применяются. На многоскоростных КП современных[когда?]

 седельных тягачей, ряд передач может включаться через преселекцию кнопкой-переключателем на основном рычаге КП, но такая КП преселективной не называется.